# Johann Ertl (Politiker, 1882)
Johann Ertl (* 1882; † 1922) war Gründer der Seilerwarenfabrik in Hodschag und Abgeordneter im jugoslawischen Parlament.

## Leben
Johann Ertl stammt aus einer donauschwäbischen Familie. Zunächst gründeten Franz und Johann Ertl gemeinsam mit Peter Oriolt in Hodschag ein Exportgeschäft für textile Hanfprodukte. Nachdem Ertl im Zuge einer Handelsreise eine Spinnerei in Szeged besichtigt hatte, beschloss er eine eigene Spinnerei in Hodschag zu gründen. Nach einem ersten Fehlversuch gelang schließlich ab 1909 der Durchbruch und es entstand die größte Fabrik ihrer Art in der Region.
Nach dem Ende des Ersten Weltkrieges wurden auch Vertreter der Minderheiten im jugoslawischen Parlament zugelassen, dadurch gelang Ertl der Einzug ins Parlament. Im Zuge seiner Parlamentsarbeit setzte Ertl sich u. a. für seine Region, vor allem in Fragen wie Eisenbahn und Post ein. Nach seinem Tod wurden auch seine Söhne Abgeordnete.
Johann Ertl wurde zunächst auf dem Ortsfriedhof Hodschag neben seinem Vater und dessen zweiter Frau bestattet. Ob er wenige Jahre vor dem Krieg noch in das nicht mehr existierende Mausoleum Ertl umgebettet wurde, ist ungewiss.